# ギャンブラーズ・アノニマス
ギャンブラーズ・アノニマス（英語: gamblers anonymous）とは、12ステップのプログラムを用いたギャンブル依存症を抱える人々のための自助グループ。
固有名詞ではない。各地で開催されている各グループは略称を使って GA と名乗る。
日本全国各地にGAグループがあり、2025年5月現在、46都道府県　237グループがある。
GAは当事者の集まりであり、家族会はギャマノン（Gam-Anon）が存在する。

## 歴史
- 1957年にアメリカで発足。
- 日本では1989年の11月5日に横浜で13人が集まり第1回目のミーティングが行われ、その後11月19日に原宿グループが発足。（GA日本のウェブサイトより引用）

## 活動内容
主に複数の参加者でのミーティングと個人間のスポンサーシップによりプログラムが形成される。ミーティングは週に何回か会場を借りて集まり、互いの過去の経験や現在の状況を語り合う。ミーティングの基本は、聞きっぱなし・言いっぱなしで議論などは行わない。普段の生活では言えないことをミーティングで語り、自分の中にあるもやもやとしたものを全部解き放つ。また自分が直面した問題に対しどのように解決したかを分かち合う事により、希望を分かち合う重要な一面がある。まず自分のギャンブルをミーティングに通い続ける事で止め、アルコール依存症の自助グループであるAAと同じく12ステップと呼ばれるプログラムを活用し、ギャンブル依存症である自分自身の生き方の問題点に目を向ける。定期的な参加が推奨され、特に回復初期には数多くのミーティングに参加した方が安定したアブスティネンス（ギャンブルをしない期間）を獲得する傾向がある。また自分のホームグループ（所属するグループ）を決めてグループの運営（サービスと呼ばれる）に参加した仲間の方がより一層安定する。
ミーティングには主としてテーマを決めて分かち合うテーマミーティング。12ステップの書籍を読み合わせるステップミーティング等がある。参加にはギャンブルを止めたいという意思があれば今止めているかどうかには関係なく参加可能。また当事者だけでなく家族や医療従事者などでも参加できるオープン形式のミーティングがある。それ以外に女性の仲間に参加を限定した女性クローズが地区によっては開かれている。
GAへの参加方法は特に参加資格や予約等は必要無く、会場を直接訪ねるか、GAのホームページに記載されている各会場の問合せ先に連絡してから訪れるのが大多数である。GAへ参加するきっかけとしては家族や医師からの勧め、地域の行政機関からの紹介、インターネット上でギャンブル依存症について調べているうちに辿り着いた等の直接社会から参加するようになった人と、リハビリ施設や病院のプログラムとして参加し始めた人に大まかに分類される。地域のグループを主体として開催されるオープンスピーカーミーティング等のイベントの参加をきっかけとしてGAのメンバーとして長く続けている仲間の存在もある。GA全体では隔年で開催される全国の集い、地区での集い等からGAのプログラムを知り参加するようになった仲間もいる。日本のGAでは北は北海道から九州沖縄まで各地方にブロックを置き、その下部組織として地区委員会を設置している。またそれ以外に全体のサービス機関として評議会、文章委員会があるがいずれも各グループ、各構成員を統治するものではなく、あくまでもグループ、メンバーの活動を支援するものとして活動している。書籍等の資料についてはGAのホームページから一般の方でも注文する事ができる。（ハンドブック、最初の９０日等）体験談集としては紙面による分かち合いとして定期的に発行されているlivin’today（年一回刊行）医療や行政、家族や周囲の人向けに強迫的ギャンブラー本人がGAに参加する過程にスポットを当て編集されたSignpost（既刊Vol1・Vol2）が発行されている。

## GAグループの特徴
- 会員名簿がない事。　プログラムの定義として無名である事を第一にしているので参加者の本名や住所を聞きだす事は原則としてない。
- メンバーの公平性。　長い間参加しているメンバーも最近GAに来たメンバーも公平であり、古株よりは新しいメンバーを大事にする傾向がある。
- 決まった会費がない事。　お互いの献金で自主運営されているので決まった金額を納める事がない。また献金の金額については各メンバーの判断に任されている。
- 回復のプログラムと一致の為のプログラムの存在。　全てのGAグループは２つのプログラムに沿って運営されている。

### 現在の問題点
- 地方都市では参加者の減少傾向が見られる。また他地域との交流がない地区ではガラパゴス化するのが散見される。
- GAのホームページを見て会場を訪ねたが、開催が休止されていたり会場が変更されていたケースがある。

## 20の質問
GAでは自分のギャンブルに問題があるのか悩んでいる人に以下のような質問を設けている。